# にっぽん昆虫記
『にっぽん昆虫記』（にっぽんこんちゅうき）は、1963年公開の日本映画。
今村昌平監督、左幸子主演。日活製作・配給。白黒 / シネマスコープ / 123分。公開当時は、映画倫理管理委員会より成人映画（映倫番号13220）の指定を受けた。

## 概要
東北の農村に生まれ、家族から地主に足入れ婚を強要され、やがては働きに出た東京で、売春宿の女中からコールガール組織のマダムとなる一人の女性と、その母と娘、三代に渡る女たちのセックスを通して、昆虫のような生命力に満ちた半生記をエネルギッシュに描いた今村監督の代表作。
主演の左幸子は、翌1964年の第14回ベルリン国際映画祭において日本人初の最優秀女優賞を受賞した。

## 製作までの過程
描こうとする題材を調べに調べて調べぬく事から、『調査魔』の異名で知られる今村昌平が、ある売春斡旋業を営む一人の女から生い立ち、男関係、セックスのあり方、仕事のやり方までとことん調べ上げ、脚色を加えて書いたシナリオを元に製作された劇映画。
しかし、劇映画としては異様に現実感に満ち溢れる出来となった。理性そっちのけで、昆虫のようによく発達した本能本位で生きていると思われる人間を、生物の生態観察のように善悪の批判ぬきでひたすら客観的に観察したと言う事が題名の由来となっている。
なお、この映画の撮影では今村監督は『セットには自然な風が吹かない』との理由で、全てのシーンにおいてオール・ロケーション撮影で行われた。

## あらすじ
大正7年の冬、東北のとある寒村で松木とめは、父である忠次と母えんの間に生まれた。少々頭の弱い父は、村役場に出生届を出すべく向かい、我が子の誕生を喜び周囲に自慢したが、忠次がえんと結婚したのは10月でえんは既にそのときには妊娠8ヶ月である…。このえんは、誰とでも寝る乱れた女で、とめの本当の父は、当時えんが関係を結んでいた情夫の小野川と思われるが、母であるえんも分からないという。ただ、忠次がとめの血縁上の父親ではない事は明らかである。
大正13年の春、少女時代のとめは母のえんが父とは違う男の情夫の小野川と戯れているのを偶然見てしまい、父と母が本当に夫婦なのか疑問を持つのと同時に、父の忠次を好きになっていく。戸籍上は父と娘だが血縁上は他人のこの2人の間には、近親相姦にも似た愛情が芽生え始める…。
昭和17年の春、23歳になったとめは製糸工場で女工として働いていた。日本がシンガポールを占拠した日にとめは実家から電報で父の忠次が危篤であると知らされ、急いで帰郷する。しかし、これは母えんの陰謀であり、村の地主である本田家の三男坊に足入れ婚をさせるための口実だったのだ。これを知った忠次は、怒り狂って暴れ出しえんを叩きのめし、家族全員を震え上がらせるが、とめが絶対に相手の男とは寝ないと約束を提示して父を説得し、事は収まる。家のためだから仕方がないと諦めたとめは、本田家へ足入れ婚をする。しかし、本田家で出征する三男坊の俊三に無理矢理抱かれるが、彼は女中にまで手を出している上に子供までいた。妊娠したとめは実家に戻り、昭和18年の正月に娘の信子を出産。しかし、もう本田家に戻る事はなかった…。
昭和20年の夏、とめは再び製糸工場へ戻り女工として働いていた。ラジオで天皇の勅語が流れる8月15日、とめは誰もいない女子寮で肉体関係を持っていた係長の松波に無理矢理抱かれるが、戦争によって工場は閉鎖。再開した工場で松波の影響からか組合活動を行うが、あまりにも過激な行為である上に、課長代理に昇進した松波としては邪魔と思われたのか、工場をクビになってしまう。実家に戻るも、そこは既に弟夫婦に占拠されとめの居場所は何処にもなかった…。
昭和24年、とめは7歳になった娘の信子を父の忠次に預けて単身上京。基地にある外人専用のカフェでメイドをやっていた。そこのとある外人兵の愛人宅の家政婦となり、彼らの間の混血の娘をちょっとした不注意から死なせてしまった。失意にくれるうちに、浸り始めた新興宗教で知り合った売春宿の女将に雇われ、女中として働く事になる。しかし、そんな折に宿に出入りしていた客の一人である問屋の主人である唐沢と知り合う。彼の妾となりパトロンを得たとめは、ついには先代の女将を警察に売って売春宿を経営するまで上り詰めるが、次第に前の女将と同じように業突張りになっていき………。

## スタッフ
- 監督 - 今村昌平
- 企画 - 大塚和、友田二郎
- 脚本 - 今村昌平、長谷部慶次
- 撮影 - 姫田真佐久
- 美術 - 中村公彦
- 音楽 - 黛敏郎
- 照明 - 岩木保夫
- 録音 - 古山恒夫
- 編集 - 丹治睦夫
- スチール - 斎藤耕一

## キャスト
- 松木とめ - 左幸子
- 松木りん - 岸輝子
- 松木えん - 佐々木すみ江
- 松木忠次 - 北村和夫
- 松木沢吉 - 小池朝雄
- 松木るい - 相沢ケイ子
- 松木信子 - 吉村実子
- 蟹江スマ - 北林谷栄
- 小野川 - 桑山正一
- 本田俊三 - 露口茂
- 坂下かね - 東恵美子
- 上林芳次 - 平田大三郎
- 松波守男 - 長門裕之
- 谷みどり - 春川ますみ
- 班長 - 殿山泰司
- 若い衆A - 榎木兵衛
- 若い衆B - 高緒弘志
- 高羽製糸女工A - 渡辺節子
- 高羽製糸女工B - 川口道江
- 正心浄土会A - 澄川透
- 正心浄土会B - 阪井幸一朗
- 唐沢 - 河津清三郎
- タクシーの運転手 - 柴田新三
- 東北本線の客A - 青木富夫
- 東北本線の客B - 高品格
- 警察の取調官 - 久米明
- 真田 - 加藤武
- ケン - 小沢昭一